# Celestial (álbum de RBD)
Celestial é o terceiro álbum de estúdio do grupo musical mexicano RBD, lançado em 23 de novembro de 2006 através da gravadora EMI. O álbum foi gravado em estúdios de Los Angeles e Cidade do México, sob a produção de Carlos Lara e Armando Ávila. Celestial dividiu opiniões entre os críticos especialistas em música contemporânea, com elogios sendo feitos a algumas canções do disco por soarem cativantes, enquanto outros foram negativos quanto aos vocais do grupo e sua produção por considerarem similar à "fórmula" usada nos anteriores.
A nível comercial, nos Estados Unidos, a obra estreou na décima quarta posição da parada Billboard 200 – o pico mais alto já  alcançado por qualquer disco do RBD – e tornou-se o segundo consecutivo dos artistas a liderar a parada de álbuns latinos. O material alcançou as posições de número nove na parada de álbuns do México e ao alcançar a marca de cem mil unidades comercializadas no país, recebeu o certificado de platina e ouro pela Asociación Mexicana de Productores de Fonogramas y Videogramas (AMPROFON). Ao redor do mundo, conseguiu posicionar-se dentro das dez melhores posições nas tabelas de álbuns do Brasil e Espanha.
De Celestial foram divulgados quatro singles, dos quais "Ser O Parecer" foi o único a conseguir alcançar o número um em várias paradas em todo o mundo por semanas e o primeiro single do RBD a alcançar a liderança da Billboard Hot Latin Tracks. Com esta canção, o grupo obteve o melhor desempenho de sua carreira na parada Billboard Hot 100, onde se tornou sua primeira entrada no top 20 da tabela. De modo a promover o trabalho, o RBD fez várias apresentações ao vivo nas quais interpretou canções do álbum em programas de televisão como o Mi TRL e AOL Music, e cerimônias como os Premios Juventud e o Fox Sports. Ademais, embarcaram na sua segunda digressão musical, intitulada Celestial Tour (2007–08). Para promover o álbum no Brasil, o grupo lançou uma versão em português em dezembro de 2006, intitulada Celestial: Versão Brasil.
Após alguns anos fora de catálogo, o álbum voltou a ser recolocado nas plataformas digitais em 3 de setembro de 2020 e uma edição física limitada do álbum foi colocada a venda em 27 de novembro de 2020 pela Universal Music. Em março de 2023, a gravadora Universal Music anunciou a pré-venda de uma edição limitada em vinil para o dia 16 de março de mesmo ano, sendo a primeira vez na qual seria editado no formato.

## Antecedentes e produção
Após o término das gravações da telenovela Rebelde e da finalização dos eventos promocionais de seu segundo trabalho de estúdio, Nuestro Amor (2005), o RBD retornou aos estúdios de gravação em Los Angeles e Cidade do México, onde iniciaram as gravações de seu terceiro disco de estúdio Celestial, sob a produção de Carlos Lara e Armando Ávila. O produto final foi lançado pela EMI em 23 de novembro de 2006 no México e em 24 de novembro de 2006 nos Estados Unidos e no resto da América Latina.
Celestial incluiu uma versão em espanhol de "The Little Voice", originalmente gravada pela cantora sueca Sahlene e mais tarde pela cantora americana Hilary Duff, em seu álbum Metamorphosis (2003); o cover foi intitulada "Tu Dulce Voz". Outra faixa cover do álbum, "Bésame Sin Miedo", é a versão em espanhol da canção "Kiss Me Like You Mean It", da cantora e atriz Sara Paxton. O álbum foi relançado como Celestial (Fan Edition) no México em 26 de junho de 2007 e em 10 de julho de 2007 nos Estados Unidos. A versão mexicana de Celestial (Fan Edition) contém um CD com a lista de faixas da versão padrão do álbum, além de "The Family", a música tema do sitcom estrelado pelo grupo: RBD, La Familia (2007), e os remixes de "Tu Amor", "Tal Vez Después" e "Ser O Parecer".

### Arte da capa
A integrante do RBD, Anahí, cuidou da imagem e estilo adotados pelo do grupo em Celestial, então para o figurino ela se inspirou em roupas urbanas, tentando imitar as vestes usadas por mendigos de rua. A sessão de fotos de Celestial aconteceram em alguns trilhos de trem, becos e ambientes urbanos localizados em Los Angeles, Califórnia. A arte da capa para a edição padrão do álbum mostra os membros do RBD olhando atentamente para a câmera, vestindo roupas esfarrapadas, em frente a um pano de fundo do que parece ser uma folha de metal azul. A contracapa do CD mostra os cantores em alguns trilhos de trem. Para a capa da edição de fã do álbum, foi usada as mesmas fotos anteriores, que mostra o RBD em frente a um fundo azul com detalhes em fúcsia.

## Crítica profissional
| Críticas profissionais | Críticas profissionais |
| Avaliações da crítica  | Avaliações da crítica  |
| Fonte                  | Avaliação              |
| ---------------------- | ---------------------- |
| Allmusic               | 3.5 de 5 estrelas.     |
| Amazon.com             | negativa               |
| MSN Music              | 4.5 de 5 estrelas.     |
| Territorio da Música   | 2 de 5 estrelas.       |

Após seu lançamento, Celestial recebeu críticas díspares dos críticos de música contemporânea. Jason Birchmeier do banco de dados Allmusic deu ao álbum uma classificação de 3,5 de 5 estrelas, comentando que "os produtores Carlos Lara e Armando Ávila [...] continuam com sua fórmula vencedora e terminam com algumas canções de destaque: "Tal Vez Después", "Ser O Parecer" e "Dame"," explicando que eles são importantes para tornar o "álbum cativante". Finalmente, ele acrescenta; "No final, uma abordagem pré-fabricada, sem dúvida, passa a soar genérica e, de fato, Celestial não é tão diferente de Nuestro Amor (no entanto, a saída do compositor Max di Carlo, que escreveu os sucessos iniciais [do grupo], incluindo sua música tema "Rebelde", diferencia-o de seu anterior). Mas, como acontece com qualquer produto de massa com investimento pesado, geralmente vale a pena dar aos clientes o que eles querem e esperam, e o Celestial realmente deve agradar a base de todo o hemisfério de fãs do grupo pop adolescente, bem como os executivos da EMI [...]."
Joey Guerra, portal Amazon.com, debateu em sua crítica: "Seria bom elogiar a maturidade do grupo, mas não há quase nada nesta coletânea plastificável de pop meloso. Na verdade, os vocais do grupo parecem ainda mais limitados — particularmente o dos meninos — talvez porque eles não tiveram uma pausa desde o início da RBD-mania [para se dedicarem as aulas de canto]." Guerra ainda mostrou desprezo pela voz da integrante Dulce María, comentando que ela "guincha com todo o peso de um balão de [gás] hélio". No entanto, os usuários do MSN Music deram a gravação uma classificação de 4,5 de 5 estrelas. Em uma avaliação mista da obra, Catia Dechen, do portal Território da Música, destacando o sucesso do grupo, comentando: "Celestial certamente atingirá o sucesso de vendas dos discos anteriores, pois o grupo, que virou febre entre os adolescentes de vários países, além de investir em mídia, é carismático e mantém no novo álbum a já velha fórmula de conquista: jovens bonitos e repertório pop de fácil assimilação".

## Divulgação

### Singles
"Ser O Parecer" foi divulgado como o primeiro single internacional de Celestial em 18 de setembro de 2006. Dois dias depois, a versão em português da música, "Ser Ou Parecer", foi liberada no Brasil. Nos Estados Unidos, a canção alcançou o primeiro posto na Billboard Hot Latin Tracks. A música também ficou em 84º lugar na Billboard Hot 100, tornando-se a primeira faixa em espanhol do RBD a conseguir esse feito. O lançamento recebeu uma indicação ao Prêmio Juventude de 2007 na categoria "Meu Ringtone Favorito". Dirigido por Esteban Madrazo, videoclipe da obra foi filmado em São Paulo, Brasil e recebeu uma indicação ao Prêmio Juventude.
Em 11 de março de 2007, o segundo single do álbum, a faixa-título "Celestial", foi lançada no México e no resto da América Latina. A obra foi escolhida através de uma pesquisa feita com a base de fãs do RBD e acabou alcançando as quarenta primeiras posições na tabela de rádios pop latinas dos EUA. O videoclipe da faixa foi dirigido novamente por Madrazo e filmado no México, apresenta os membros do RBD como hippies curtindo um dia em um campo entre os vulcões Iztaccihuatl e Popocatepetl. Na edição de 2007 do Prêmio Juventude recebeu nomeações nas categorias "Meu Videoclipe Favorito" e "Meu Ringtone Favorito".
"Bésame Sin Miedo",  foi eventualmente distribuído como o terceiro e último single de Celestial. A obra ficou em 15º lugar na parada de rádios pop e em 30º na tabela latina. O videoclipe que o acompanha foi filmado no Castelo de Bran, popularmente conhecido como o castelo do Conde Drácula, na Romênia. Para finalizar os trabalhos, "Dame" foi liberada como música de trabalho promocional apenas nos Estados Unidos. O lançamento alcançou a 38ª posição na parada latina.

### Apresentações ao vivo
Em 2006, o RBD apresentou-se no programa americano Sábado Gigante, onde interpretou "Ser O Parecer". No Walmart Soundcheck, programa patrocinado pela rede de varejo Walmart, cantaram a mesma música. Durante sua visita ao Brasil, em outubro do mesmo ano, eles apresentaram a canção no programa de TV brasileiro Domingo Legal. Em dezembro, tocaram "Ser O Parecer" no portal americano AOL Music; nesta apresentação em particular, no entanto, Anahí não esteve presente.
Em 2007, estiveram pela segunda vez do Walmart Soundcheck. Desta vez, interpretaram algumas faixas do trabalho, como "Bésame Sin Miedo", "Dame" e "Celestial". Em seguida, apareceram no programa de televisão americano CD USA, onde interpretaram algumas faixas de Celestial. Enquanto visitavam à Romênia, apresentaram a faixa "Ser O Parecer" na Acasă TV. No dia 19 de junho, compareceram a 4º edição do Premios Juventud, onde interpretaram "Bésame Sin Miedo". Em 20 de julho, voltaram ao Sábado Gigante na qual foram entrevistados pelo apresentador e cantaram "Celestial" e "Bésame Sin Miedo". No dia 25 do mesmo mês, o RBD compareceu ao Ritmoson Latino – concerto intitulado "Confesiones en Concierto" — onde interpretaram "Ser O Parecer", juntamente com "Quizá", "Bésame Sin Miedo" e "Celestial". Em dezembro, apresentaram as duas últimas canções no Teletón. "Ser O Parecer" ainda foi apresentado no dia 12, no Prêmio Fox Sports em Miami Beach, Flórida. No dia 15 foi exibida a participação do RBD no programa Mi TRL, transmitido nos Estados Unidos pela MTV Tres, tocando as composições "Celestial" e "Bésame Sin Miedo". Para encerrar 2007, eles se apresentaram no programa mexicano Otro Rollo e no El Show de Cristina, de Miami, onde deram voz a "Bésame Sin Miedo", "Celestial" e "Ser O Parecer" em ambos os locais.
Após o término oficial da promoção de Celestial, em 1º de fevereiro de 2008, o RBD se apresentou nas festividades que antecederam o Super Bowl XLII, onde cantaram novamente "Ser O Parecer". A mesma canção foi cantada em 20 de março no especial de televisão americano Feliz 2008, apresentado por Don Francisco. Em 24 de março, compareceram na gala da TVE na Espanha, onde voltaram a apresentar a canção. Em 19 de julho, a banda se apresentou no concerto organizado para comemorar o aniversário de 50 anos da Televisa em Monterrei, México, onde cantaram faixas do álbum. Por último, em 25 de outubro, o grupo executou canções de Celestial em uma das últimas apresentações de sua carreira no show Exa TV no México, que foi transmitido pela rede de televisão mexicana TeleHit.
Para promover ainda mais o álbum, o RBD deu início sua terceira turnê mundial de shows, intitulada Tour Celestial e iniciou-se em 20 de abril de 2007 em Guaiaquil, Equador. A turnê passou pelos Estados Unidos e Europa, além da América do Sul e Central. As visitas da banda à Romênia e Espanha durante 2007 surpreenderam a indústria do entretenimento latino-americana, ao mesmo tempo que deram à banda a oportunidade de conquistar o mercado musical espanhol, um dos mais competitivos do mundo. Em 22 de junho de 2007, como resultado de suas apresentações de sucesso na Espanha, durante uma das passagens da Celestial Tour pelo país, em um show único no Estádio Vicente Calderón de Madrid, perante a 40 mil pessoas, gravaram o seu terceiro álbum ao vivo, Hecho en España, onde o grupo exibiu o seu material único e o domínio do palco.

## Lista de faixas
| Celestial – Edição padrão |                    |                                                          |                |         |  |
| N.º                       | Título             | Compositor(es)                                           | Produtor(es)   | Duração |  |
| 1.                        | "Tal Vez Después"  | Rick Nowels Kara DioGuardi Gregg Alexander Míchkin Boyzo | Armando Ávila  | 3:06    |  |
| 2.                        | "Ser O Parecer"    | Ávila                                                    | Ávila          | 3:31    |  |
| 3.                        | "Dame"             | Carlos Lara                                              | Lara           | 4:04    |  |
| 4.                        | "Celestial"        | Lara Pedro Damián                                        | Lara           | 3:27    |  |
| 5.                        | "Quizá"            | Ávila Boyzo Ángel Luque                                  | Ávila          | 3:32    |  |
| 6.                        | "Bésame Sin Miedo" | Chico Bennett Jon Ingoldsby Lara                         | Lara           | 3:31    |  |
| 7.                        | "Tu Dulce Voz"     | Patrick Berger DioGuardi Boyzo                           | Ávila          | 3:19    |  |
| 8.                        | "Algún Día"        | Lara                                                     | Lara           | 4:07    |  |
| 9.                        | "Me Cansé"         | Carolina Rosas Gabriel Else                              | Ávila          | 2:41    |  |
| 10.                       | "Aburrida y Sola"  | Lara                                                     | Lara           | 3:53    |  |
| 11.                       | "Es Por Amor"      | Sandra Baylac Cachorro López Sebastián Schon             | Lara           | 3:17    |  |
| 12.                       | "Quisiera Ser"     | Diane Warren Lara Damián                                 | Lara           | 4:09    |  |
| Duração total:            | Duração total:     | Duração total:                                           | Duração total: | 42:41   |  |

| Celestial – Faixas bônus |                                                                   |                             |                                            |         |  |
| N.º                      | Título                                                            | Compositor(es)              | Produtor(es)                               | Duração |  |
| 13.                      | "Rebels: Tu Amor / Wanna Play / Cariño Mio / I Wanna Be The Rain" | Andrea Martin RedOne Warren | Khris Kellow RedOne Peter Stengaard Martin | 2:00    |  |

| Celestial – Faixas bônus da edição Fan Edition |                                |         |  |
| N.º                                            | Título                         | Duração |  |
| 14.                                            | "The Family"                   | 3:43    |  |
| 15.                                            | "Tu Amor (Chico Latino Remix)" | 5:43    |  |
| 16.                                            | "Tal Vez Después (Remix)"      | 5:59    |  |
| 17.                                            | "Ser O Parecer (Remix)"        | 6:31    |  |
| Duração total:                                 | Duração total:                 | 66:43   |  |

| Celestial – Edição Fan Edition (DVD) |                                        |         |  |
| N.º                                  | Título                                 | Duração |  |
| 1.                                   | "Nuestro Amor (El Ensayo)"             |         |  |
| 2.                                   | "Ser O Parecer (El Ensayo)"            |         |  |
| 3.                                   | "Sólo Quédate en Silencio (El Ensayo)" |         |  |
| 4.                                   | "Tras de Mí (El Ensayo)"               |         |  |
| 5.                                   | "Tu Amor (El Ensayo)"                  |         |  |
| 6.                                   | "Nuestro Amor (Vídeo musical)"         |         |  |
| 7.                                   | "Tu Amor (Vídeo musical)"              |         |  |
| 8.                                   | "Ser O Parecer (Vídeo musical)"        |         |  |
| 9.                                   | "Celestial (Vídeo musical)"            |         |  |
| 10.                                  | "Rebelde (Karaoke)"                    |         |  |
| 11.                                  | "Un Poco de Tu Amor (Karaoke)"         |         |  |
| 12.                                  | "Sálvame (Karaoke)"                    |         |  |
| 13.                                  | "Enséñame (Karaoke)"                   |         |  |
| 14.                                  | "Solo Quédate en Silencio (Karaoke)"   |         |  |
| 15.                                  | "Nuestro Amor (Karaoke)"               |         |  |
| 16.                                  | "Tras de Mí (Karaoke)"                 |         |  |
| 17.                                  | "Este Corazón (Karaoke)"               |         |  |
| 18.                                  | "Aún Hay Algo (Karaoke)"               |         |  |
| 19.                                  | "No Pares (Karaoke)"                   |         |  |

## Recepção

### Prêmios e indicações
| Ano  | Premiação                     | Categoria                                | Resultado | Ref.          |
| ---- | ----------------------------- | ---------------------------------------- | --------- | ------------- |
| 2007 | Billboard Latin Music Awards  | Álbum Pop Latino do Ano - Grupo ou Dupla | Venceu    | [ 40 ]        |
| 2007 | Premios Juventud              | Me Muero Sin Ese CD                      | Venceu    | [ 41 ] [ 42 ] |
| 2007 | El Premio de la Gente         | Álbum do Ano                             | Indicado  | [ 43 ]        |
| 2007 | Prêmios Orgullosamente Latino | Álbum Latino do Ano                      | Venceu    | [ 44 ] [ 45 ] |
| 2008 | Premio Lo Nuestro             | Álbum Pop do Ano                         | Indicado  | [ 46 ]        |

### Desempenho comercial
No México, Celestial estreou na 46º colocação da parada de álbuns do país — tendo vendido cem mil réplicas em seu primeiro dia de lançamento. Em sua décima semana na tabela, o produto subiu para o nono posto. Devido às vendas eventuais de mais de cento e cinquenta mil unidades no país, o trabalho foi certificado com ouro e platina pela Asociación Mexicana de Productores de Fonogramas y Videogramas (AMPROFON). Nos Estados Unidos, a obra comercializou 137 mil unidades em seus quatro primeiros dias de liberação, o que o fez estrear na décima quinta posição da parada Billboard 200. Com essas vendas, tornou-se a maior estreia de um álbum em espanhol em 2006 no país — e a segunda melhor estreia de todos os tempos até então — atrás apenas de Fijación Oral Vol. 1 (2005), da cantora colombiana Shakira. Celestial tornou-se o primeiro e único lançamento do RBD a atingir o pico dentro do top 20 da tabela supracitada. Enquanto na parada de álbuns latinos da Billboard a gravação debutou na posição máxima — onde ficou por 9 semanas consecutivas na tabela — conseguindo terminar 2007 como o disco latino mais vendido do ano nos EUA. Desde seu lançamento até 2008, Keith Caulfield, da mesma revista, revelou que o disco já havia comercializado um total de 498 mil réplicas nos Estados Unidos, de acordo com os dados fornecidos pela Nielsen SoundScan. Ao redor do continente americano, Celestial recebeu o certificado de ouro no Chile e Equador, e platina na Venezuela. Obteve a terceira como melhor ocupação na parada dos dez álbuns mais vendidos do Brasil, publicada pela Billboard, com base em dados fornecidos pela revista Sucesso.
Na Europa, a obra também teve uma recepção mediana. Na Espanha, foi lançado em 12 de março de 2007 e alcançou a posição número 2 por duas semanas na parada de discos monitorada pela Productores de Música de España (PROMUSICAE). Ao alcançar a marca das quarenta mil unidades comercializadas no território, a empresa, posteriormente, concedeu-lhe uma certificação de ouro. Na Croácia, Celestial alcançou a posição 37 na parada de álbuns do país divulgada pela Croatian Airplay Radio Chart (CARC). Na Romênia, foi atribuído a obra o certificado de platina.
De acordo com os certificados, o álbum vendeu em torno de 1 milhão de cópias, mas segundo outras fontes, ultrapassou a marca de 8 milhões de compras no mundo todo.

### Tabelas semanais
| Tabela musical (2006–07)          | Melhor posição |
| --------------------------------- | -------------- |
| Brasil (Sucesso)                  | 3              |
| Croácia (CARC)                    | 37             |
| Espanha (PROMUSICAE)              | 2              |
| Estados Unidos (Billboard 200)    | 15             |
| Estados Unidos (Latin Pop Albums) | 1              |
| Estados Unidos (Top Latin Albums) | 1              |
| Europa (European Top 100 Albums)  | 45             |
| México (AMPROFON)                 | 9              |

| Tabela musical (2006)             | Posição |
| --------------------------------- | ------- |
| México (AMPROFON)                 | 45      |
| Tabela musical (2007)             | Posição |
| Espanha (PROMUSICAE)              | 10      |
| Estados Unidos (Billboard 200)    | 113     |
| Estados Unidos (Top Latin Albums) | 1       |
| Estados Unidos (Latin Pop Albums) | 1       |

| Região                                                                                             | Certificação | Vendas   |
| -------------------------------------------------------------------------------------------------- | ------------ | -------- |
| Chile (IFPI Chile)                                                                                 | Ouro         | 57,000^  |
| Equador (IFPI)                                                                                     | Ouro         | 3,000^   |
| Espanha (PROMUSICAE)                                                                               | Platina      | 80,000^  |
| Estados Unidos                                                                                     | —            | 498,000  |
| México (AMPROFON)                                                                                  | Platina+Ouro | 350,000^ |
| Romênia (UFPR)                                                                                     | Ouro         | 10,000^  |
| Venezuela (APFV)                                                                                   | Platina      | 10,000   |
| *números de vendas baseados somente na certificação ^distribuições baseadas apenas na certificação |              |          |

## Histórico de lançamento
| País/Região    | Data                   | Formato(s)                 | Edição      | Gravadora |
| -------------- | ---------------------- | -------------------------- | ----------- | --------- |
| México         | 23 de novembro de 2006 | CD download digital        | Padrão      | EMI       |
| Estados Unidos | 24 de novembro de 2006 | CD download digital        | Padrão      | EMI       |
| Espanha        | 5 de março de 2007     | CD download digital        | Padrão      | EMI       |
| México         | 26 de junho de 2007    | CD CD+DVD download digital | Fan Edition | EMI       |
| Vários         | 10 de julho de 2007    | CD CD+DVD download digital | Fan Edition | EMI       |
| México         | 16 de março de 2023    | LP                         | Padrão      | Universal |
| Brasil         | 16 de março de 2023    | LP                         | Padrão      | Universal |

## Créditos
Créditos adaptados das notas do encarte do álbum.
| Locais de gravação - Igloo Music (Los Angeles, Califórnia) - Montecristo Studios (Cidade do México, México) Locais de gravação - Igloo Music (Los Angeles, Califórnia) - COSMOS Studios México (Cidade do México, México) Vocais - RBD: vocais principais |

Instrumentação
| - Armando Ávila - Keith Curtis - Brian Kahanek | - Güido Laris - Iván Machorro - Sylvia Moore |

Produção
- Camilo Lara: A&R, produção executiva
- Melissa Mochulske: Coordenação de A&R
- Güido Laris: arranjos, programação, direção vocal
- Iván Machorro: arranjos, programação
- Luis Luisillo Miguel: produção adicional
- Emilio Ávila: produção executiva
- Pedro Damián: produção executiva
- Hula+Hula: design gráfico
- BJ: cabelereiro
- Angela Kalinowski: cabelereiro
- Antonio Rivera: cabelereiro
- Armando Becerril: maquiagem
- Javier de la Rosa: maquiagem
- Marisol Alcelay: marketing, gerência de produto
- Bernie Grundman: masterização
- Armando Ávila: mixagem, produção, engenharia de gravação
- Gustavo Borner: engenharia de mixagem, engenharia de gravação
- Carlos Lara: direção musical, produção, direção vocal
- Yvonne Venegas: fotografia
- Roger Rosas: assistência de produção
- Jorge González: Coordenação de A&R
- Carolina Palomo: coordenação de produção
- Ignacio Segura: assistência de gravação
- Pablo Chávez: engenharia de gravação
- Scott Conrad: engenharia de gravação
- Brian Kahanek: engenharia de gravação
- Juan Carlos Moguel: engenharia de gravação
- Ruy Fulguera: engenharia de cordas
- Sergio Zamudio: direção vocal
- Christopher Lawrence: figurinista